# 堀江航
堀江 航（ほりえ わたる、1979年5月25日 - ）は、東京都出身のパラアイスホッケー選手。元プロ車いすバスケットボール選手。平昌パラリンピック・パラアイスホッケー（アイススレッジホッケー）日本代表。ブラジリアン柔術道場『CARPEDIEM世田谷』代表。
身長179cm、体重75kg。
日本体育大学体育学部体育学科卒業。イリノイ州立大学大学院体育学・教育学修士課程修了。学業優秀選手賞受賞。現在、日本体育大学大学院博士後期課程在学中。
日本人初となるスペインのプロリーグで活躍後、帰国。
2011年11月よりこちらも日本人初となるドイツのRSV Lahn-Dillに移籍。ドイツリーグ、カップの2冠に加え、ヨーロッパチャンピオンズカップも制した。
2012年よりアイススレッジホッケーに転向。日本代表として世界に挑む。CARPE DIEM所属。2018年平昌パラリンピックに出場。
妻はTBSアナウンサーの高畑百合子。
現在はパブリックスピーカーとして活躍。

## 人物
幼少時代よりサッカーに没頭。三菱養和でプレー。同期には井手口純、宇留野純、三上卓哉、一年先輩には永井雄一郎がいる。東京都立駒場高等学校では、1998年に学校史上初となる高校選手権に出場。1年後輩に後に妻となる高畑百合子やお笑い芸人「しずる」のメンバーである村上純がいる。
日本体育大学3年時、バイクの事故により左足下腿切断。車いすバスケットボールに出会う。2005年に車いすバスケットボールの名門、イリノイ大学に留学。2009-2010シーズンには全米大学選手権優勝に貢献。車椅子ソフトボールでは、ワールドシリーズでMVPを獲得している。
車椅子バスケットのインストラクターとして、イリノイ大学やシカゴエリアで多くのクリニック、キャンプで指導する。2009年、サンディエゴ・アダプティブ・スポーツキャンプでは、メインインストラクターを務めた。日本でもNPO法人Jキャンプに講師として参加（08',10')。イリノイ大学では車いす陸上チームのアシスタントをしており、アメリカ代表の合宿のスタッフも兼任した。『USPCからサラリーをもらった日本人は俺だけ』（本人談）。スペイン1部リーグのMidebaでプロ選手として活躍後、ドイツRSV Lahn-Dillに移籍。ドイツカップ、リーグ制覇に加え、ヨーロッパチャンピオンズカップ優勝。3冠制覇。自身が大好きであったBEAMSがスポンサーとしてサポートしている。海外生活で身につけた独特の感性で日本各地で革新的な活動、講演を行っている。
2012年、車いすバスケットボールを引退後、アイススレッジホッケーを始めると、すぐに日本代表メンバーに選出される。2014年のソチ・パラリンピックに向けて奮闘。車椅子ソフトボールの伝道師として日本で普及を開始。日本代表チームを結成し、アメリカ選手権に参加。
2013年、アイススレッジホッケー日本代表として、世界選手権Bプールに出場し、銀メダル獲得。ソチ・パラリンピック最終予選に出場。本戦出場を逃すも、最終戦ではゲームMVPを獲得する。尊敬する選手は三澤英司。同じく尊敬する選手として車いすバスケットボールの菅澤隆雄を挙げている。
2014年、ブラジリアン柔術を開始。
2015年、アイススレッジホッケー日本代表として、世界選手権Aプールに出場。8位に終わり引退する。車椅子ソフトボールの発展に従事し、西武ライオンズの協力を得て日本プロ野球史上初の参加チームを結成。代表を務める。他競技からの勧誘が多く、本人は『誘われればなんでもやる』と語っている。
2016年、フジテレビドラマ『君に捧げるエンブレム』（未DVD化）で車いすバスケットボールの総合監修を担当。
2017年、日本体育大学大学院博士後期課程に進学。パラアイスホッケー日本代表に復帰。「長州も大仁田もすぐ引退を撤回している」を理由にしている。スウェーデンで行われた最終予選では５ゴール７アシストの大活躍でベストDFプレーヤーに選出され、パラリンピックの出場権に貢献。尊敬する三澤英司が初戦開始4分で鎖骨骨折し、退場。「英司さんを絶対に本大会に連れて行く」という思いが気迫のプレーにつながった。
2018年、平昌パラリンピック出場。本人曰く、「予想通り」という５戦全敗に終わる。イタリア戦でのゴールが大会ハイライトとなった。選手村ではIPC公認サムソンブロガーとなり、様子をYouTubeで公開。Most Creative賞を受賞した。
パラ競技と並行してブラジリアン柔術の練習をし、大会にも頻繁に出場している。健常者と試合をしているが、とにかく楽しくてしょうがないそうである。
GLAYの47thシングルCD「運命論」のPVに出演。
ビンゴ5のCMに出演。
2019年、東京パラリンピックを目指し、パラカヌーに挑戦。真冬に落水することを恐れず、挑戦している。
2019年2月19日、TBSアナウンサーの高畑百合子と結婚。パラリンピアンとして初めてyahooトップニュースとなった。
2021年12月、ブラジリアン柔術黒帯を取得。
2021年11月、男児が誕生。
2022年1月には新型コロナウイルス感染症に罹患した。
2023年6月、女児が誕生
2023年よりパラアイスホッケー日本代表に３度目の復帰。ポジションをGKに変え２度目のパラリンピック出場を目指している。
趣味はスポーツ観戦。サッカー、プロレス、格闘技系。食べ物にはこだわりはないが、野菜全般が好きではなく食べない。好きなTV番組は「おねだり!!マスカット」。
Mr.Childrenをこよなく愛している。

## 所属クラブ
サッカー
- 自由が丘サッカークラブ
- 駒沢SC
- 三菱養和SC
- 都立駒場高校
- 日本体育大学

車いすバスケットボール
- 東京スポーツ愛好クラブ
- 東京NoExcuse
- Champaign Fire(USA)
- University of Illinois at Urbana-Champaign(USA)
- Mideba(Spain)
- RSV Lahn-Dill（Germany）

パラアイスホッケー
- 長野サンダーバーズ

車椅子ソフトボール
- 東京レジェンドフェローズ

ブラジリアン柔術
- CARPEDIEM

## サポーター
- Primarily-b
- BEAMS
- スタジオ・ブラァボ
- アディダス
- IZMO
- まくらぼ
- NewEra
- Centerpole